# Sandra Vergara
Sandra Vergara Medina (Lima, 30 de enero de 1984) es una actriz y presentadora peruana. Vergara inició su carrera como modelo de televisión a los 9 años, mientras que en 2009 participó en programas informativas de la televisión peruana.

## Filmografía

### Televisión
- 1000 oficios (2001) como Pía.
- Los del Solar (2005) como Molly.
- Condominio S.A.  (2006) como Sandy.
- Así es la vida (2007) como Michelle Davelúa Gómez.[3]
- Baila reggaetón (2007) como Sandra.
- Confirmado (2008), Bloque de miscelánea.
- Los Jotitas (2008) como Mar.
- Buenos días, Perú (2009-10), Bloque de espectáculos.
- El enano (2009) como Lupe Cánepa.
- Chico de mi barrio (2010) como Sofía.
- Panorama (2010)[2]
- Chollyshow (2010), copresentadora.
- Gamarra (2011-12) como Mía.
- Yo no me llamo Natacha 2 (2011-12) como Rosalía.
- Quality Products (2012-2017), presentadora.
- Los Portales, presentadora.
- Enemigos Públicos (2013-14), copresentadora.
- Derecho de familia (2013), 2 episodios como Daniela.
- La Banda del Chino (2018-2019,2021), copresentadora.[4]
- Ojitos Hechiceros: Cantando con el corazón (2018) como ella misma / presentadora de La banda del Chino.[4]
- Señores Papis (2019) como Emma Díaz.[5]
- Dos hermanas (2020-21) como Betsy Araníbar.[6]